# Johan Casimir van Anhalt-Dessau
Johan Casimir van Anhalt-Dessau (Dessau, 7 december 1596 - aldaar, 15 september 1660) was van 1618 tot aan zijn dood vorst van Anhalt-Dessau. Hij behoorde tot het huis Ascaniërs. 

## Levensloop
Johan Casimir was de oudste zoon van vorst Johan George I van Anhalt-Dessau en diens tweede echtgenote Dorothea van Palts-Lautern, dochter van vorst Johan Casimir van Palts-Lautern. Van 1608 tot 1609 studeerde hij samen met zijn neef Christiaan II van Anhalt-Bernburg in Genève. 
Toen zijn oom Lodewijk I van Anhalt-Köthen in 1617 het Vruchtdragende Gezelschap stichtte, werd Johan Casimir onmiddellijk in dit gezelschap opgenomen. Als gezelschapsnaam droeg hij de Doordringende.
In 1618 volgde hij zijn vader op als vorst van Anhalt-Dessau. Hij liet de regeringszaken over aan een comité samengesteld uit hofambtenaren en hield zich voornamelijk bezig met zijn passie: de jacht. In oktober 1652 kreeg hij een jachtongeval, waarna hij vele jaren het bed moest houden. 
In september 1660 stierf Johan Casimir op 63-jarige leeftijd.

## Huwelijken en nakomelingen
Op 18 mei 1623 huwde hij met Agnes (1606-1650), dochter van landgraaf Maurits van Hessen-Kassel. Ze kregen zes kinderen:
- Maurits (1624-1624)
- Dorothea (1625-1626)
- Juliana (1626-1652)
- Johan George II (1627-1693), vorst van Anhalt-Dessau
- Louise (1631-1680), huwde in 1648 met hertog Christiaan van Brieg
- Agnes (1644-1644)

Op 14 juli 1651 huwde hij met zijn tweede echtgenote Sophia Margaretha (1615-1673), dochter van vorst Christiaan II van Anhalt-Bernburg. Dit huwelijk bleef kinderloos.